# Wermlandsbanken

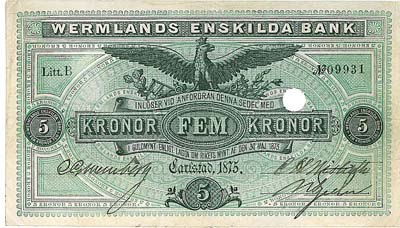
Privatsedel utgiven av Wermlands Enskilda Bank. Tryckt på Jacob Bagges sedeltryckeri

Wermlandsbanken var en svensk affärsbank, grundad 1832, med säte i Karlstad. 1990 fusionerades den med Skaraborgsbanken och Gotabanken varvid Gota bank bildades. 

## Historik
Banken grundades 1832 i Karlstad under namnet Wermlands Provincial-Bank som Sveriges i turordningen andra privatbank (Skånska privatbanken i Ystad hade grundats året innan). Namnet ändrades 1857 till Wermlands Enskilda Bank. Banken blev dominerande i länet genom fusionen med Kristinehamns enskilda bank 1911. Som centralbank för många av landsortsbankerna verkade vid denna tid Stockholms Handelsbank i options- och utlandsaffärer. Samarbetet avslutades 1912 då Sveriges Privata Centralbank bildades med Wermlands Enskilda Bank som en av 14 delägare. Då denna 1917 fusionerades med Skandinaviska Kredit fungerade den senare som centralbank. 1934 ombildades banken till aktiebolag. 1951 övertogs AB Diskontobanken.
1970 kortades namnet till Wermlandsbanken. Under 1980-talet expanderade banken kraftigt under ledning av Gunnar Schotte. Samtidigt blev Bonnier & Bonnier Invest successivt majoritetsägare. Förutom kontoren i Värmland hade banken vid denna tid flera filialer i Stockholm (bland annat på Kungsträdgårdsgatan 16) och Göteborg (i Palacehuset) och även i Oslo. Genom investmentbolaget Proventus köp av majoritetsposten i Bonnier & Bonnier Invest 1986 öppnades för en sammanslagning med Götabanken. Gota bank bildades genom en trepartsfusion mellan Gotabanken, Skaraborgsbanken och Wermlandsbanken under 1989 och 1990. Banken var till dess landets äldsta ännu existerande affärsbank. Bankkontoren behöll namnet Wermlandsbanken under Gota bankperioden, och under sammanslagningen med Nordbanken 1993. Först 1997 var namnbytet fullständigt

## Bankpalatset på Stora Torget

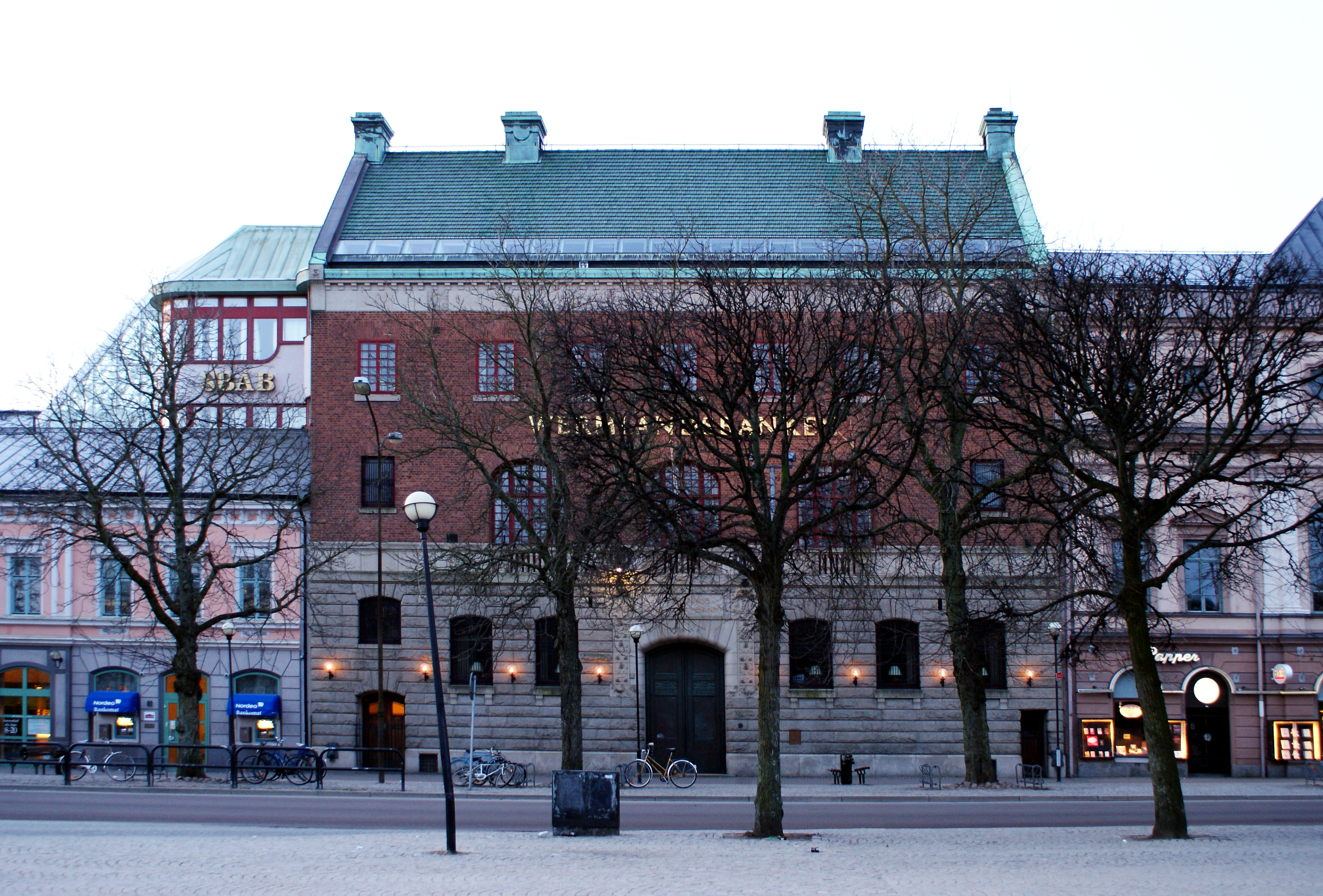
Wermlandsbankens norra fasad mot Stora torget.

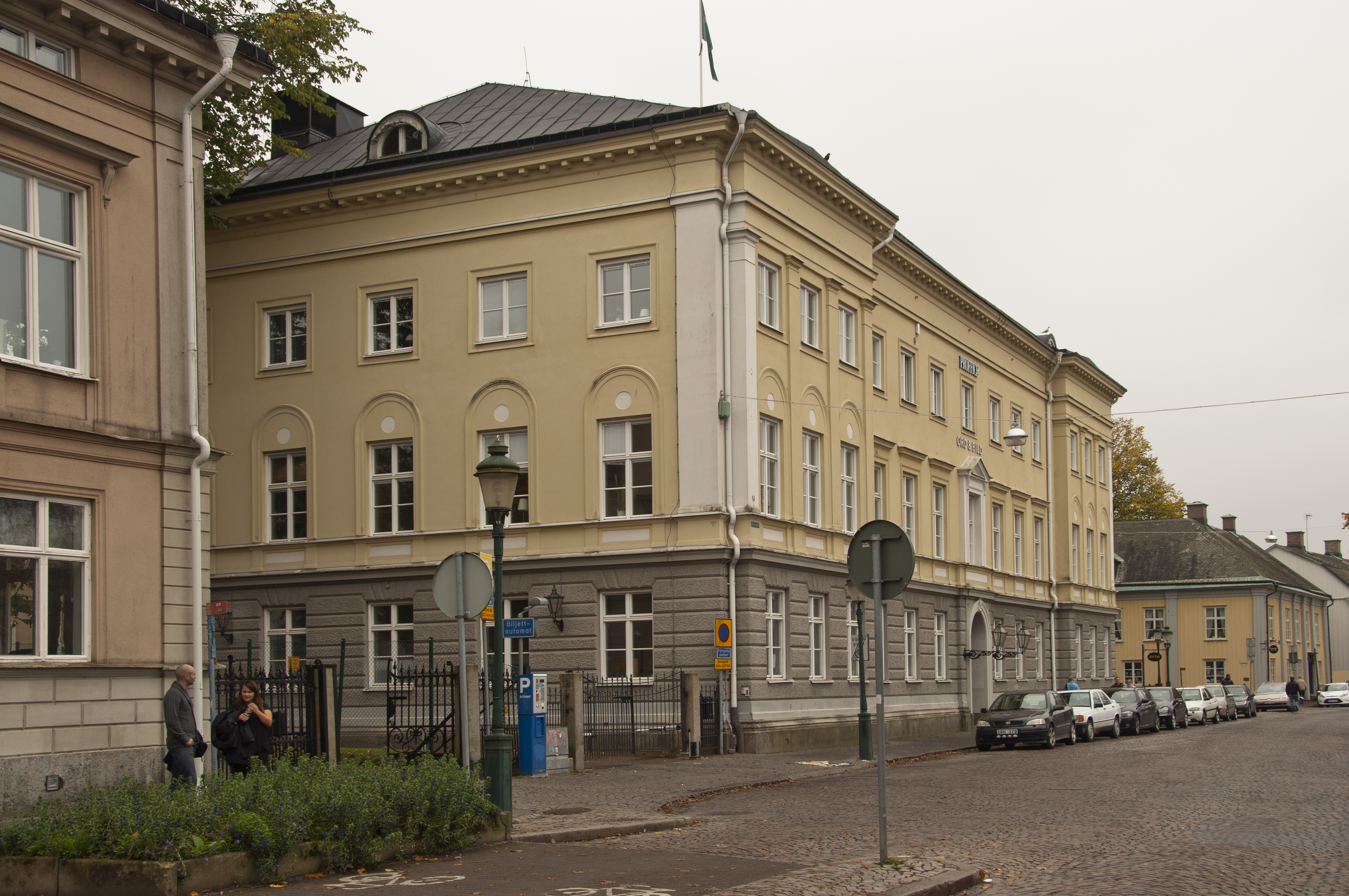
Bankhuset vid Älvgatan från 1866 efter 1935 års på- och ombyggnader.

Huvudkontoret låg ursprungligen i Rådhuset vid Stora torget i Karlstad. Efter den stora branden 1865 byggdes 1866 ett bankhus på Älvgatan. Byggnaden (i och med senare försäljning till Telegrafverket kallad Telegrafhuset) ritades av arkitekt Johan Fredrik Åbom.
1906 påbörjades bygget av ett nytt modernt bankpalats vid Stora Torget vilket stod färdigt 1908. Arkitekten Ernst Stenhammar ritade en pampig fasad mot Stora torgets södra långsida i nationalromantisk stil, men även med referensen till de florentinska renässanspalatsen. På en hög sockelvåning i västkustgranit reser sig två våningar i mörkt handslaget Helsingborgstegel. Detta kröns av ett brant sadeltak i grönglaserat falstegel. 
Interiören är jugendinspirerad med bland annat golv av marmor, väggpaneler i mahogny, väggmålningar och mässingsarmaturer av hög klass. I tidens anda är bankhallen placerad på innergården och belyses genom takfönster.
Huset byggdes om 1970-1972 och blev byggnadsminne 1993. I början av 2000-talet ägdes och användes byggnaden av Karlstads universitet som fick rätten att använda det vid universitetsinvigningen 1999. 2010 gick byggnaden över i Karlstad kommuns ägor och används för konferenser, möten, seminarier och föreläsningar.